# Liste der Kreisstraßen im Landkreis Limburg-Weilburg
Die Liste der Kreisstraßen im Landkreis Limburg-Weilburg ist eine Auflistung der Kreisstraßen im hessischen Landkreis Limburg-Weilburg.

## Abkürzungen
- K: Kreisstraße
- L: Landesstraße

## Liste
Die Kreisstraßen behalten in der Regel die ihnen zugewiesene Nummer bei einem Wechsel in einen anderen Landkreis in Hessen. Nicht vorhandene bzw. nicht nachgewiesene Kreisstraßen werden in Kursivdruck gekennzeichnet, ebenso Straßen und Straßenabschnitte, die unabhängig vom Grund (Herabstufung zu einer Gemeindestraße oder Höherstufung) keine Kreisstraßen mehr sind.
Der Straßenverlauf wird in der Regel von Nord nach Süd und von West nach Ost angegeben.
| Nr.   | Verlauf |
| ----- | --- |
| K 339 | (K 154 im Westerwaldkreis, Rheinland-Pfalz) – Landesgrenze – L 3462 in Hadamar |
| K 344 | (K 160 im Westerwaldkreis, Rheinland-Pfalz) – Landesgrenze – in Malmeneich |
| K 346 | (K 156 im Westerwaldkreis, Rheinland-Pfalz) – Landesgrenze – in Elz |
| K 372 | K 379/K 424 – Kreisgrenze – (K 372 im Lahn-Dill-Kreis) – Kreisgrenze – Schöffengrund – Kreisgrenze – (K 372 im Lahn-Dill-Kreis)                                                   |
| K 379 | (K 379 im Lahn-Dill-Kreis) – Kreisgrenze – K 372/K 424 |
| K 411 | K 423 in Kubach – K 422 – L 3451 in Edelsberg |
| K 412 | L 3020 in Ahausen – K 418 – Grundbach – K 418 – Drommershausen – Hirschhausen –                                                                                                   |
| K 417 | L 3020 in Löhnberg – in Waldhausen |
| K 418 | K 412 in Ahausen – Selters – K 412 |
| K 420 | L 3451 – Kreisgrenze am nordöstlichen Straßenrand – (K 428 im Lahn-Dill-Kreis) – Kreisgrenze am östlichen Straßenrand – Bermbach – Laimbach – L 3025                              |
| K 422 | K 411 – L 3025 in Freienfels |
| K 423 | – K 411 in Kubach |
| K 424 | L 3025 in Ernsthausen – – K 372/K 379 |
| K 425 | (K 425 im Lahn-Dill-Kreis) – Kreisgrenze – L 3054 in Möttau |
| K 426 | L 3025 in Weilmünster – – K 427 in Dietenhausen |
| K 427 | K 426 in Dietenhausen – |
| K 429 | Kirschhofen – L 3323 |
| K 431 | L 3452 in Wirbelau – Falkenbach – K 432 – K 469 in Seelbach |
| K 432 | L 3452 in Gräveneck – K 431 in Falkenbach |
| K 434 | K 436 in Fürfurt – L 3323 – L 3021 in Weinbach |
| K 435 | L 3021 in Elkerhausen – K 436 – L 3323 |
| K 436 | K 434 in Fürfurt – L 3323 – K 435 |
| K 437 | L 3021 in Elkerhausen – K 438 – Klein-Weinbach |
| K 438 | L 3021 in Blessenbach – K 437 in Klein-Weinbach |
| K 439 | L 3021 in Blessenbach – L 3054 in Laubuseschbach |
| K 441 | in Allendorf bei Weilburg – K 446 – K 448 – /L 3109 in Allendorf bei Weilburg |
| K 442 | K 833/K 834 in Aulenhausen – L 3054 in Weilmünster |
| K 443 | L 3054 – Rohnstadt – K 444 – K 445 in Langenbach |
| K 444 | L 3054 – K 443 in Rohnstadt |
| K 445 | Langenbach – K 443 – L 3025 |
| K 446 | K 441 in Allendorf bei Weilburg – L 3322 in Hasselbach |
| K 447 | L 3322 in Gaudernbach – L 3020 |
| K 448 | L 3109 in Merenberg – K 441 in Allendorf bei Weilburg |
| K 449 | L 3278 in Lahr – Heckholzhausen (– Abzweige zur in Heckholzhausen Ost und in Heckholzhausen Südwest) – Schupbach – L 3322 – K 460 – Eschenau – Hofen – L 3022 – L 3063 in Steeden |
| K 450 | L 3281 in Probbach – Dillhausen – K 452 – L 3044 in Obershausen |
| K 451 | L 3046 in Waldernbach – Rückershausen – K 455 – K 454 – Reichenborn – L 3370 in Barig-Selbenhausen                                                                                |
| K 452 | K 450 in Dillhausen – L 3281 |
| K 453 | L 3281 – L 3044 in Niedershausen |
| K 454 | L 3281 in Winkels – K 451 in Reichenborn |
| K 455 | L 3046 – K 451 in Rückershausen |
| K 459 | L 3462 in Hadamar – Faulbach – Niederweyer – Oberweyer – K 496 – K 497 – K 495 – – L 3022 in Obertiefenbach                                                                       |
| K 460 | L 3022 in Niedertiefenbach – K 449 in Schupbach |
| K 461 | L 3022 in Niedertiefenbach – K 463 – L 3063 in Dehrn |
| K 462 | K 449 in Eschenau – L 3020 |
| K 463 | K 461 – L 3063 in Steeden |
| K 464 | L 3020/L 3022 in Runkel – K 469 – Arfurt |
| K 465 | L 3022 – L 3063 in Runkel |
| K 467 | L 3365 in Villmar – L 3021 in Weyer |
| K 468 | L 3063 in Aumenau – Münster – L 3021 – L 3449 |
| K 469 | K 464 in Arfurt – Seelbach – K 431 – L 3063 in Aumenau |
| K 470 | K 475 in Staffel – / – Limburg an der Lahn – K 472 – / |
| K 472 | K 470 in Limburg an der Lahn – K 473 – Dietkirchen – L 3448 in Dehrn |
| K 473 | K 477 in Offheim – – K 472 in Dietkirchen |
| K 474 | L 3020 in Limburg an der Lahn – |
| K 475 | (K 29 im Rhein-Lahn-Kreis, Rheinland-Pfalz) – Landesgrenze – K 470 – L 3447 in Staffel                                                                                            |
| K 476 | (K 27 im Rhein-Lahn-Kreis, Rheinland-Pfalz) – Landesgrenze – L 3447 |
| K 477 | L 3462 in Elz – Offheim (– Abzweig zur K 478 in Offheim Nord) – K 473 – in Limburg an der Lahn                                                                                    |
| K 478 | L 3462 in Niederhadamar – K 477 – Offheim – Dehrn |
| K 479 | L 3278 in Niederzeuzheim – in Oberzeuzheim |
| K 480 | in Oberzeuzheim – L 3278 |
| K 481 | – Hangenmeilingen – K 482 – Ellar – L 3022 – L 3046 |
| K 482 | – K 481 in Hangenmeilingen |
| K 483 | L 3046 in Thalheim – L 3278 |
| K 485 | L 3364 in Frickhofen – in Elbgrund |
| K 486 | L 3278 in Wilsenroth – L 3364 |
| K 488 | in Elbgrund – K 489 |
| K 489 | L 3022 in Hausen – K 488 – Dorchheim – L 3046 |
| K 490 | Odersbach – L 3020 |
| K 491 | L 3280 in Hausen – L 3046 in Fussingen |
| K 492 | L 3046 in Fussingen – L 3278 in Lahr |
| K 494 | L 3046 in Ellar – L 3278 in Hintermeilingen |
| K 495 | L 3022 in Steinbach – K 459/K 497 in Oberweyer |
| K 496 | K 497 in Oberweyer – K 459 – K 498 in Ahlbach |
| K 497 | L 3278 – K 496 – K 459/K 495 in Oberweyer |
| K 498 | K 459 – Ahlbach – K 496 – /L 3063 |
| K 499 | L 3448 in Eschhofen – L 3020 in Eschhofen |
| K 501 | K 502 in Mensfelden – |
| K 502 | K 501 in Mensfelden – Nauheim – K 503 – L 3022 in Werschau |
| K 503 | (K 58 im Rhein-Lahn-Kreis, Rheinland-Pfalz) – Landesgrenze – Heringen – K 505 – – K 502 in Nauheim                                                                                |
| K 505 | K 503 in Heringen – Landesgrenze – (K 63 im Rhein-Lahn-Kreis) |
| K 507 | L 3030 in Dauborn – K 512/K 513 in Niederselters |
| K 508 | – Neesbach – L 3022 |
| K 509 | L 3277 – Kreisgrenze – (K 509 im Rheingau-Taunus-Kreis) |
| K 511 | L 3449 – Eisenbach – |
| K 512 | K 507/K 513 in Niederselters – in Niederselters |
| K 513 | in Niederselters – K 507 – K 512 – in Oberselters |
| K 514 | L 3030 – Dombach – L 3031 |
| K 515 | (K 515 im Rheingau-Taunus-Kreis) – Kreisgrenze – in Würges |
| K 520 | / in Limburg an der Lahn – Limburg an der Lahn ICE-Bahnhof |
| K 833 | L 3021 in Weinbach – K 834 – K 442/K 834 in Aulenhausen |
| K 834 | K 833 – K 442/K 833 in Aulenhausen |
| K 838 | Gräveneck Bahnhof – L 3452 |
| K 842 | L 3021 in Freienfels – Burg Freienfels |

## Nummerierung der Kreisstraßen im Regierungsbezirk Darmstadt
Die Kreisstraßen im Regierungsbezirk Darmstadt wurden ursprünglich nach einem bestimmten Nummernplan durchnummeriert. Hierbei wählte man für den Kreis Bergstraße die niedrigsten und für den Main-Kinzig-Kreis die höchsten Kreisstraßennummern.
Die Nummerierung erfolgte in der Regel in folgender Reihenfolge:
Kreis Bergstraße, Odenwaldkreis, Landkreis Darmstadt-Dieburg, Kreis Groß-Gerau, kreisfreie Stadt Darmstadt, Landkreis Offenbach, kreisfreie Stadt Offenbach am Main, Wetteraukreis, Rheingau-Taunus-Kreis, Hochtaunuskreis, kreisfreie Stadt Wiesbaden, Main-Taunus-Kreis, kreisfreie Stadt Frankfurt am Main und schließlich Main-Kinzig-Kreis.
Auch die Nummerierungen der Kreisstraßen im Lahn-Dill-Kreis und im Landkreis Limburg-Weilburg, die seit dem 1. Januar 1981 zum Regierungsbezirk Gießen gehören, folgen großenteils noch diesem Nummernplan.